# Ivankiv, Kiev-Sveatoșîn
Ivankiv (în ucraineană Іванків) este un sat în comuna Maliuteanka din raionul Kiev-Sveatoșîn, regiunea Kiev, Ucraina.

## Demografie
Componența lingvistică a localității Ivankiv
     Ucraineană (91,88%)
     Rusă (7,81%)
Conform recensământului din 2001, majoritatea populației localității Ivankiv era vorbitoare de ucraineană (91,88%), existând în minoritate și vorbitori de rusă (7,81%).